# Чедомир Ђуришић
Чедомир Ђуришић (1971) српски је графичар из Црне Горе.

## Биографија
Чедомир Ђуришић је дипломирао на Ликовној Академији у Београду. Запослен је као кустос Музеја „Стара капетанова кућа“, задужбине поморског капетана Мирослава Штумбергера у Баошићима.